# 吉田尚記の有楽町ゲームタウン
『吉田尚記の有楽町ゲームタウン』（よしだひさのりのゆうらくちょうゲームタウン）は、2007年4月6日から2009年11月5日までニッポン放送 ポッドキャスティングステーションで配信されていたニッポン放送製作のテレビゲーム情報番組（ゲーム番組）である。バンダイナムコゲームス（現・バンダイナムコエンターテインメント）の一社提供。

## 概要
それまで同サイトで配信されていた『ミューコミ 漫画喫茶』に替わってスタート。ニッポン放送アナウンサーの吉田尚記が、毎回バンダイナムコゲームスの社員に新作ゲームや開発中のゲームについてインタビューしていた。番組の更新は毎週金曜に行われていた。